# Philippe Gaubert

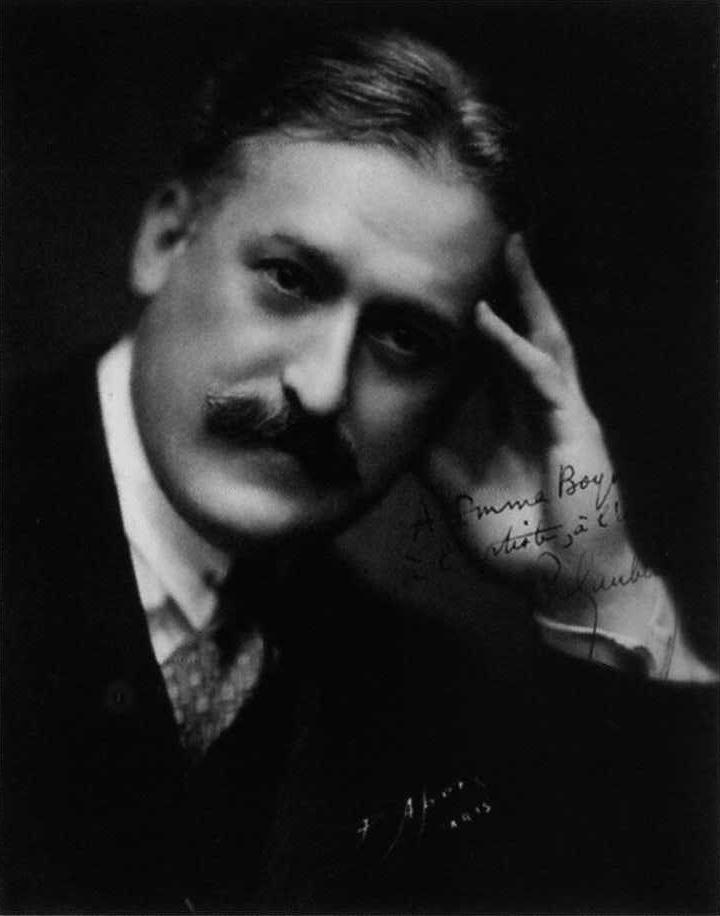
Philippe Gaubert

Philippe Gaubert (Cahors, 4 juli 1879 – Parijs, 8 juli 1941) was een Franse fluitist, dirigent en componist.
Gaubert studeerde aan het Conservatoire de Paris en had les van onder anderen de beroemde fluitpedagoog Paul Taffanel. Samen met hem schreef hij vanaf ongeveer 1900 de standaardmetode voor fluit Méthode complète de flûte. 
Vanaf 1897 was Gaubert solofluitist in de Parijse Opera. In 1905 werd hem de gerenommeerde Prix de Rome toegekend. Veel stukken werden aan hem opgedragen, bv. het vierde deel M. de la Péjaudie uit Joueurs de flûte van Albert Roussel.
Gaubert werd een van de belangrijkste Franse musici in de periode tussen de twee wereldoorlogen. Na een carrière als fluitist kreeg hij in 1919 drie belangrijke posten waardoor hij in het centrum van de Franse muziek terechtkwam: docent fluit aan het Conservatoire de Paris, chef-dirigent van de Opera in Parijs en chef-dirigent van het Orchestre de la Société des Concerts du Conservatoire (van 1892-1901 en van 1919-1939).
Als docent heeft hij lesgegeven aan onder anderen Marcel Moyse, de grondlegger van de moderne Franse fluitschool. 
Als componist schreef hij vooral voor zijn eigen instrument, de fluit. Zijn werk is zeker niet vernieuwend te noemen. Hij is in zijn werk hoorbaar beïnvloed door César Franck, Maurice Ravel, Gabriel Fauré en Claude Debussy. 
Zijn oeuvre omvat onder andere: 
- de opera Naïla (Parijs, 7 april 1927)
- balletmuziek
- werken voor orkest, waaronder een symfonie, een vioolconcert en een celloconcert
- kamermuziek, met name voor fluit
  - 3 sonates voor fluit en piano (1917, 1924 en 1934)
  - sonatine voor fluit en piano
  - Romance voor fluit en piano
  - Fantaisie voor fluit en piano
  - Nocturne et Allegro scherzando voor fluit en piano
  - Ballade voor altviool en piano (1938)
  - blaaskwintet

Gaubert stierf in Parijs aan de gevolgen van een beroerte.